# Зазибін Микола Іванович
Мико́ла Іва́нович Зазибін (нар. 8 (21) грудня 1903, Таганрог — 10 лютого 1982, Київ) — український радянський гістолог, професор, член-кореспондент АМН СРСР (з 1952 року), заслужений діяч науки УРСР (з 1954 року).

## Біографія
Народився 8 (21 грудня) 1903 року в місті Таганрозі в сім'ї вчителя. Після закінчення гімназії у 1919 році вступив на медичний факультет Донського університету в Ростові-на-Дону, який закінчив у 1925 році.
У 1931–1944 роках — професор Івановського медичного інституту. Захистив докторську дисертацію на тему: «Ембріогенез периферійної нервової системи». В 1944–1954 роках — завідувач кафедри гістології Дніпропетровського медичного інституту. Упродовж 1954—1976 років — завідувач кафедри гістології Київського медичного інституту. З 1976 року до самої смерті — професор цієї кафедри.
Нагороджений двома орденами Леніна, медалями.
Помер у Києві 10 лютого 1982 року. Похований на Байковому кладовищі.

## Наукова діяльність
Праці з питань вивчення розвитку, будови, вікових змін і реактивних властивостей периферичного відділу нервової системи, а також нейротканинних взаємовідношень.
Встановив ряд закономірностей процесу регенерації нервових волокон та закінчень при загоюванні ран, при трансплантації тощо.